# Greendale (album)
Greendale je dvacátéšesté studiové album, rocková opera Neila Younga, nahrané za pomoci skupiny Crazy Horse. Album vyšlo v srpnu 2003 u Warner Bros. Records a až do roku 2012, kdy vyšlo album Americana, je to jejich poslední společné studiové album.

## Seznam skladeb
Autorem všech skladeb je Neil Young.
| Pořadí         | Název                | Délka |
| -------------- | -------------------- | ----- |
| 1.             | Falling from Above   | 7:27  |
| 2.             | Double E             | 5:18  |
| 3.             | Devil's Sidewalk     | 5:18  |
| 4.             | Leave the Driving    | 7:14  |
| 5.             | Carmichael           | 10:20 |
| 6.             | Bandit               | 5:13  |
| 7.             | Grandpa's Interview  | 12:57 |
| 8.             | Bringin' Down Dinner | 3:16  |
| 9.             | Sun Green            | 12:03 |
| 10.            | Be the Rain          | 9:13  |
| Celková délka: | Celková délka:       | 78:18 |

## Sestava
- Neil Young – kytara, varhany, harmonika, zpěv
- Ralph Molina – bicí, zpěv
- Billy Talbot – baskytara, zpěv
- The Mountainettes
  - Pegi Young – zpěv
  - Nancy Hall – zpěv
  - Twink Brewer – zpěv
  - Sue Hall – zpěv